# NGC 7442
NGC 7442 est une galaxie spirale située dans la constellation de Pégase. Sa vitesse par rapport au fond diffus cosmologique est de 6 902 ± 26 km/s, ce qui correspond à une distance de Hubble de 101,8 ± 7,1 Mpc (∼332 millions d'al). NGC 7442 a été découverte par l'astronome prussien Heinrich d'Arrest en 1861.
La classe de luminosité de NGC 7442 est III et elle présente une large raie HI.